# Diospyros armata
Diospyros armata är en tvåhjärtbladig växtart som beskrevs av William Botting Hemsley. Diospyros armata ingår i släktet Diospyros och familjen Ebenaceae. Utöver nominatformen finns också underarten D. a. pilosa.